# Do You Love Hagaw?
Do You Love Hagaw? – album polskiego zespołu Hagaw (lub Asocjacja Hagaw) grającego jazz tradycyjny. Płyta ukazała się jako vol. 12 serii Polish Jazz. Album nagrany został w Warszawie w lutym 1967. LP został wydany w 1967 przez Polskie Nagrania „Muza” w wersji monofonicznej XL 0388 (matryce M-3 XW-793, M-3 XW-794). Reedycja na CD ukazała się w 2005 (PRCD 544) jako wynik współpracy Polskiego Radia i Polskich Nagrań Muza.

## Muzycy
- Grzegorz Brudko – banjo
- Henryk Kowalski – skrzypce
- Włodzimierz Ciuk – trąbka
- Jerzy Kowalski – puzon
- Ryszard Kula – saksofon altowy
- Włodzimierz Halik – kontrabas
- Krzysztof Adamek – perkusja, tarka

## Lista utworów
Strona A
| 1. | „Czy pani kocha Hagaw?” (Włodzimierz Ciuk)         | 2:55  |
|    |                                                    |       |
| 2. | „Meloniki na gorąco” (Włodzimierz Ciuk)            | 2:40  |
|    |                                                    |       |
| 3. | „Wesoła piosneczka” (Grzegorz Brudko)              | 3:05  |
|    |                                                    |       |
| 4. | „Bardzo szkoda mi zajączka” (Feliks Rybicki)       | 1:25  |
|    |                                                    |       |
| 5. | „Pamiętnik pewnego impertynenta” (Grzegorz Brudko) | 3:05  |
|    |                                                    |       |
| 6. | „Taniec z czasów Górnego” (Grzegorz Brudko)        | 2:05  |
|    |                                                    |       |
| 7. | „Tułaczka wija drewniaka” (Grzegorz Brudko)        | 2:10  |
|    |                                                    |       |
| 8. | „Chlapu, chlapu” (Włodzimierz Ciuk)                | 2:50  |
|    |                                                    |       |
|    |                                                    | 20:15 |
|    |                                                    |       |
Strona B
| 9.  | „Będę gangsterem” (Grzegorz Brudko)                                             | 3:05  |
|     |                                                                                 |       |
| 10. | „Oj – biada!” (Grzegorz Brudko)                                                 | 2:40  |
|     |                                                                                 |       |
| 11. | „Swawole lokomotyw, czyli wspomnienie pomocnika maszynistki” (Włodzimierz Ciuk) | 2:25  |
|     |                                                                                 |       |
| 12. | „Koty na poddaszu” (Włodzimierz Ciuk)                                           | 3:35  |
|     |                                                                                 |       |
| 13. | „Być może…” (Włodzimierz Ciuk)                                                  | 4:35  |
|     |                                                                                 |       |
| 14. | „Mówiłaś, że lubisz kije-samobije” (Włodzimierz Ciuk)                           | 2:35  |
|     |                                                                                 |       |
| 15. | „Zachciało ci się Grzesiu prać o tej porze” (Włodzimierz Ciuk)                  | 2:50  |
|     |                                                                                 |       |
|     |                                                                                 | 21:45 |
|     |                                                                                 |       |

## Informacje uzupełniające
- Reżyser nagrania – Antoni Karużas
- Inżynier dźwięku – Janusz Pollo
- Projekt okładki – Marek Karewicz
- Omówienie (tekst na okładce) – Józef Balcerak